# 卡洛斯 (明尼蘇達州)
卡洛斯（英語：Carlos）是一個位於美國明尼蘇達州道格拉斯縣的城市。

## 人口
根據2020年美國人口普查的數據，卡洛斯的面積為1.16平方千米，當中陸地面積為1.16平方千米，而水域面積為0.00平方千米。當地共有人口497人，而人口密度為每平方千米428人。